# Rafael Castillo (político)
Rafael Castillo (Ancasti, provincia de Catamarca, 1862 - Buenos Aires, 31 de diciembre de 1918) fue un abogado, estanciero y político argentino, que ejerció diversos cargos públicos, entre ellos el de Ministro del Interior del país durante la presidencia de Manuel Quintana, entre 1904 y 1906.

## Biografía
Se recibió de abogado en la Universidad de Córdoba en 1887. Al año siguiente fue ministro de gobierno del gobernador catamarqueño José Dulce.
En 1890 fue elegido diputado nacional. Dos años más tarde ejerció como subsecretario del Ministerio del Interior, cargo que ejerció durante las gestiones ministeriales de Manuel Quintana, Eduardo Costa, Benjamín Zorrilla, Norberto Quirno Costa y Amancio Alcorta.
Fue uno de los promotores de la fundación de la Facultad de Filosofía y Letras de la Universidad de Buenos Aires. En 1900 fue nombrado subsecretario del Ministerio de Agricultura de la Nación.
Al asumir la presidencia en 1904, Manuel Quintana lo nombró Ministro del Interior de la Nación. Fue el autor de una nueva ley electoral, que anulara la efímera ley de circunscripciones uninominales, ya que ésta no se había modificado el sistema de clientelismo ni la presión sobre los votantes. El proyecto de castillo proponía un padrón único y universal –basado en los registros del servicio militar– y la obligatoriedad del voto. El proyecto original fue tan modificado, que lo único que tuvo en común con el presentado por el presidente fue la eliminación del sistema uninominal; resultó un completo regreso al sistema anterior, con todos sus defectos.
En febrero de 1905 estalló una revolución organizada por la Unión Cívica Radical, que Castillo no pudo prever porque fue, operativamente, una rebelión del Ejército apoyada por civiles. La revolución fue rápidamente sofocada, y Castillo se aseguró la lealtad de todos los partidos rivales al sistema político dirigido por el presidente. Pero éste murió en marzo de 1906, dejando en la presidencia a José Figueroa Alcorta, que reemplazó a todo el gabinete. Castillo fue nombrado director de Correos y Telégrafos.
En 1912 fue elegido diputado nacional; fue autor de un proyecto para crear las Universidades Nacionales de Rosario, Tucumán y Mendoza. Donó los terrenos para el paso del Ferrocarril Midland por una estancia de su propiedad en el Partido de La Matanza, y el ferrocarril bautizó con su nombre la actual localidad de Rafael Castillo.
Falleció en Buenos Aires el último día de 1918. Su hermano menor Ramón S. Castillo sería presidente de la Nación entre 1942 y 1943.